# Simonetta Vespucci
Pour les articles homonymes, voir Vespucci.
Simonetta Vespucci, à l'origine Simonetta Cattaneo, née le 6 février 1453 à Porto Venere dans la république de Gênes et morte le 26 avril 1476 à Florence, est une noble italienne de la Renaissance, célèbre à la cour de Laurent le magnifique pour sa beauté et son charme.
Mariée en 1469 au Florentin Marco Vespucci, elle éblouit Florence pendant les quelques années qui lui restent à vivre. Elle a notamment servi de modèle à plusieurs peintres, dont Botticelli.

## Biographie

### Origines familiales
Elle est la fille du Génois Gaspard Cattaneo della Volta, parent du doge Leonardo Cattaneo della Volta.
On ne connaît pas précisément son lieu de naissance dans la république de Gênes (actuelle région de Ligurie): peut-être la ville de Gênes même ou Portovenere, ou Fezzano, localité qui fait aujourd'hui partie de la municipalité de Porto Venere.

### Fiançailles et mariage
En 1469, elle rencontre le Florentin Marco Vespucci, cousin du navigateur Amerigo, à l’église de San Torpete, en présence de ses parents, du doge Piero il Fregoso et de quelques membres de la noblesse génoise.
Vespucci, membre d'une famille notable de la république de Florence, a été envoyé par son père à Gênes afin de se former à l’Office de Saint Georges, qui est une grande institution financière. Les parents de Simonetta comprennent très vite qu’un mariage entre les deux jeunes gens serait avantageux, les Vespucci ayant de nombreux liens avec les milieux dirigeants de Florence, notamment avec la maison de Médicis.
Le mariage a lieu à Florence, dans le Palais Medici-Riccardi, tandis que la réception a lieu à la Villa Medicea di Careggi.

### Florence
Le couple reste ensuite à Florence, où la jeune femme jouit rapidement d’une grande popularité.
Dès son arrivée, Simonetta est remarquée par Sandro Botticelli et par d’autres peintres proches de la famille Vespucci. Elle sert de modèle pour de nombreuses œuvres majeures de la Renaissance, notamment La Naissance de Vénus de Botticelli. Elle est appelée « la bella Simonetta » ou « La Sans Pareille » par les Florentins et elle est réputée être la plus belle femme de son époque : « elle incarnait l'idéal féminin », écrit Ivan Cloulas, voire la plus belle femme qui ait jamais vécu à Florence.
Les frères Laurent et Julien de Médicis, se prennent de sympathie pour elle et le second deviendra son amant.

### Mort et inhumation
Elle meurt dans la nuit du 26 au 27 avril 1476, à l’âge de 22 ou 23 ans, probablement de la tuberculose.
Lors de son enterrement, des milliers de gens participent au cortège. Elle est inhumée à l'église Ognissanti, l'église paroissiale des Vespucci, où ils ont fondé une chapelle.
Son mari se remarie peu après.
Botticelli achève de peindre La Naissance de Vénus neuf ans plus tard, en 1485. Selon certaines suppositions le peintre était peut-être lui aussi amoureux d’elle : en témoigne sa demande d’être enterré à ses pieds, faveur qui lui est accordée lorsqu'il meurt 34 ans plus tard, en 1510.

## Modèle de peintres
Simonetta Vespucci a servi de modèle pour plusieurs tableaux, parmi lesquels figurent les œuvres suivantes :

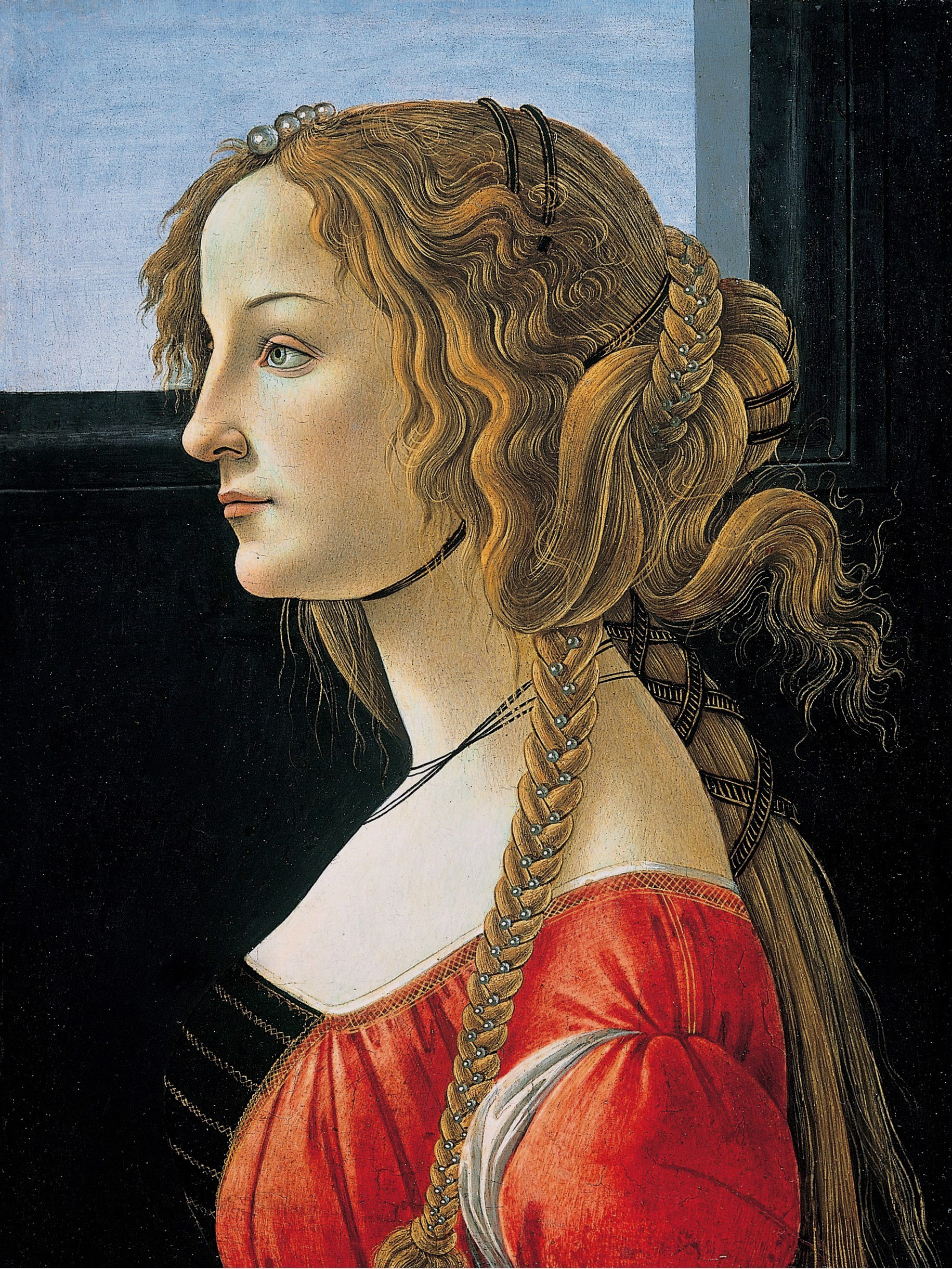
Portrait de Simonetta Vespucci (posthume) (v. 1476-1480) par Sandro Botticelli.
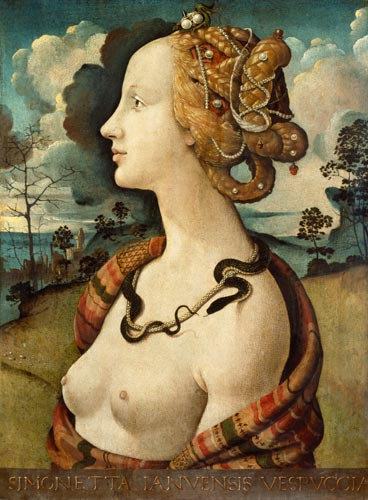
Portrait de Simonetta Vespucci de Piero di Cosimo (c. 1480), musée Condé de Chantilly.
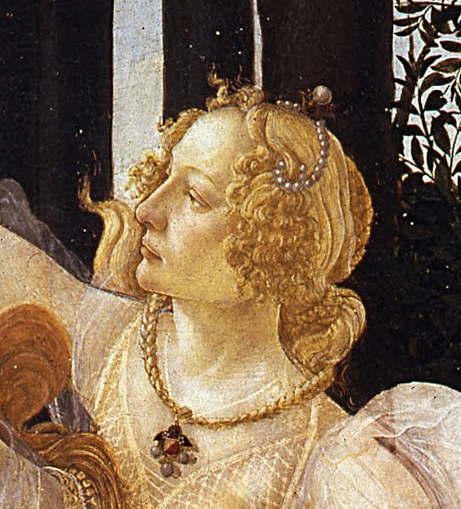
Une des trois Grâces du Printemps (1476-1482), de Botticelli.
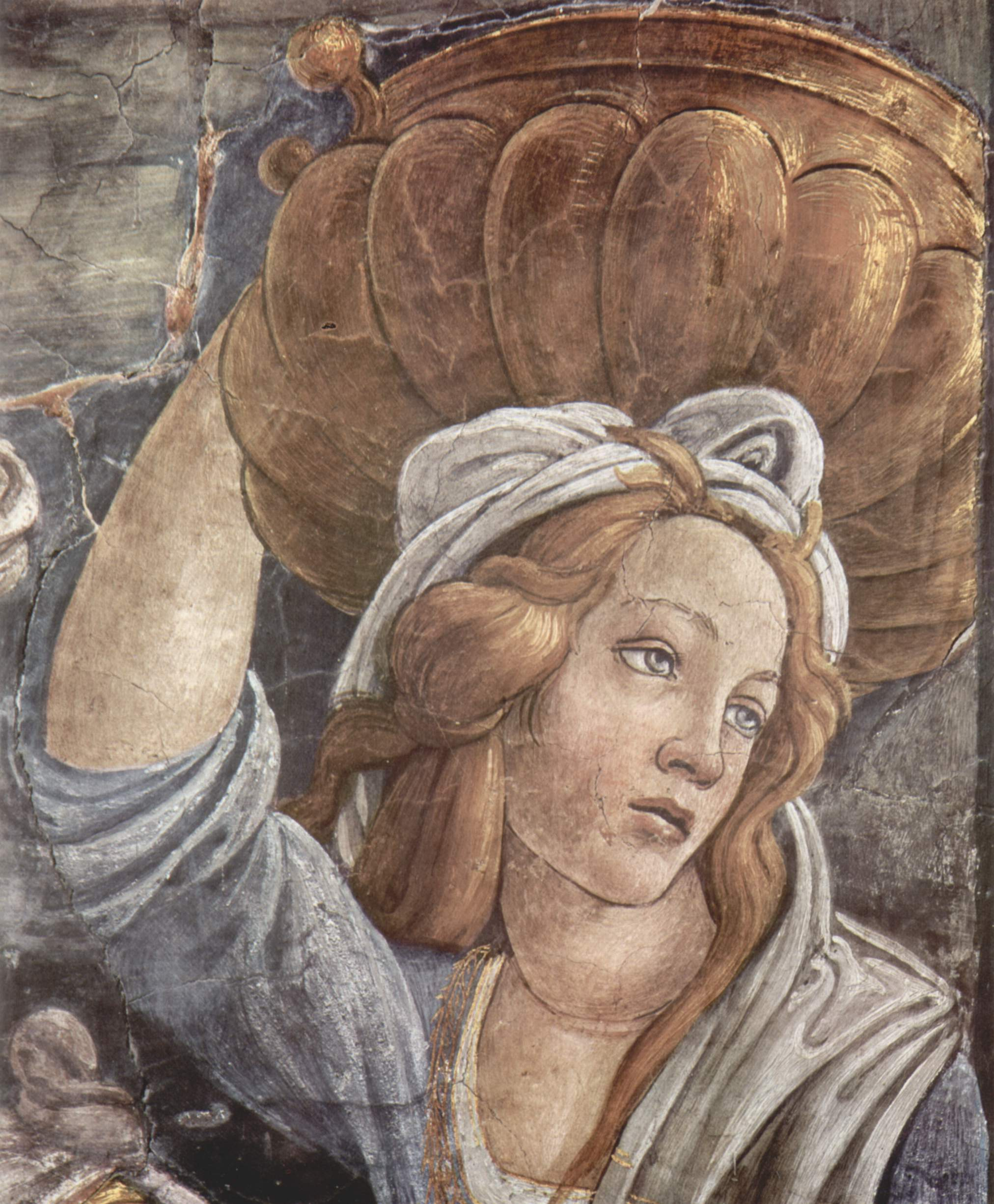
Les Épreuves de Moïse, détail de la fresque de Botticelli (v. 1481-1482), chapelle Sixtine.
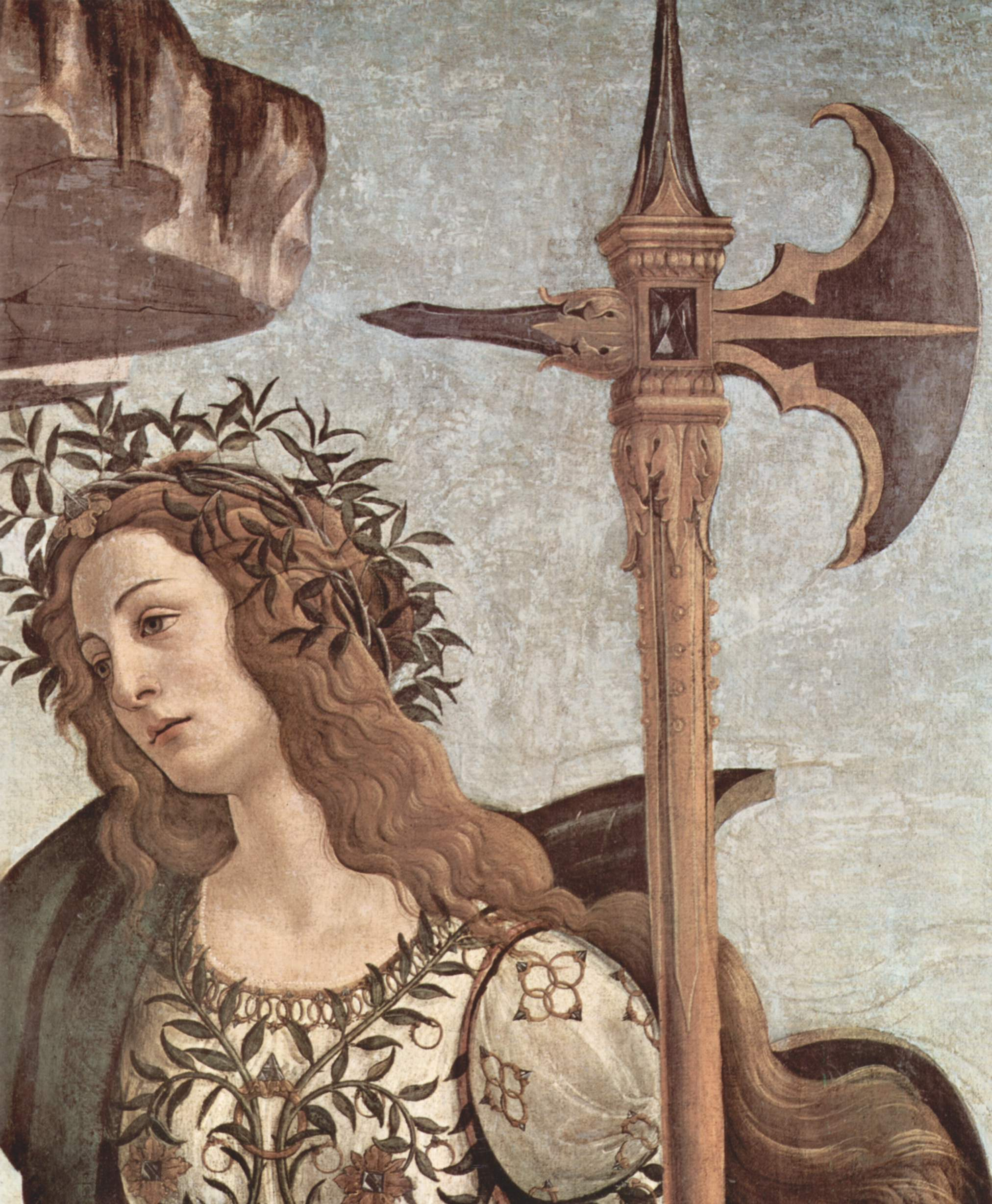
Détail de Pallas et le Centaure de Botticelli (1482), galerie des Offices.
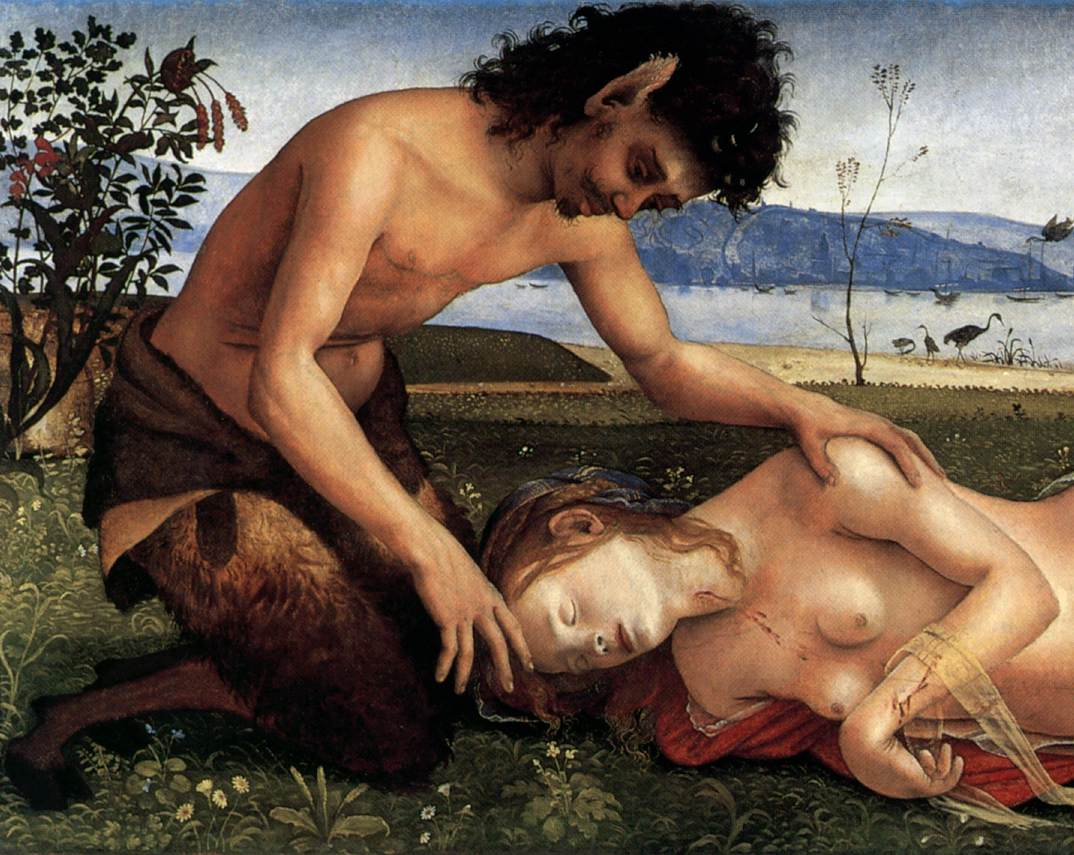
Détail de La Mort de Procris de Piero di Cosimo (v. 1486-1510), National Gallery, Londres.

### Muse des poètes
- (it) Politien, La giostra, Stanze per la giostra di Giuliano de Medici